# Karen Martínez (actriz guatemalteca)
Karen Martínez (Ciudad de Guatemala, 1995) es una actriz de cine, teatro y bailarina guatemalteca, conocida por protagonizar la película La jaula de oro (2013) en el papel de Sara, así como la cinta Cadejo blanco (2021) como Sarita.

## Biografía
Nacida y criada en Ciudad de Guatemala, estudió una Licenciatura en Cine y Artes Visuales en la Universidad Francisco Marroquín. Comenzó su carrera como actriz interpretando a Sara, una joven guatemalteca quien busca llegar hacia Estados Unidos junto a sus dos amigos en la cinta méxico-guatemalteca, La jaula de oro de 2013, dirigida por Diego Quemada-Díez.
En años recientes ha participado en la película de 2021, Cadejo blanco del director Justin Lerner, y en 2024 participó en el cortometraje Casa Paraíso de Mateo Sicilia, en dónde actúa junto a la consagrada actriz de cine independiente María Mercedes Coroy.

## Filmografía

### Cine
| Año  | Título          | Personaje        | Notas |
| ---- | --------------- | ---------------- | ----- |
| 2013 | La jaula de oro | Sara             |       |
| 2017 | Resonancia      | Margarita Ixchiu | [ 6 ] |
| 2019 | Nuestras madres | Camarera         |       |
| 2021 | Cadejo blanco   | Sarita           | [ 7 ] |
| 2025 | Casa Paraíso    | Kelsey           |       |

## Premios y nominaciones

#### Premios CANACINE
| Año  | Categoría                | Trabajo nominado | Resultado | Ref.  |
| ---- | ------------------------ | ---------------- | --------- | ----- |
| 2015 | Promesa femenina del año | La jaula de oro  | Ganadora  | [ 8 ] |

#### Medallas del Círculo de Escritores Cinematográficos
| Año  | Categoría               | Trabajo nominado | Resultado |
| ---- | ----------------------- | ---------------- | --------- |
| 2014 | Mejor actriz revelación | La jaula de oro  | Nominada  |

#### Premios Platino
| Año  | Categoría    | Trabajo nominado | Resultado | Ref   |
| ---- | ------------ | ---------------- | --------- | ----- |
| 2014 | Mejor actriz | La jaula de oro  | Nominada  | [ 9 ] |

#### Premios Fénix
| Año  | Categoría    | Trabajo nominado | Resultado |
| ---- | ------------ | ---------------- | --------- |
| 2014 | Mejor actriz | La jaula de oro  | Nominada  |

#### RamDam Film Festival
| Año  | Categoría         | Trabajo nominado | Resultado | Ref.   |
| ---- | ----------------- | ---------------- | --------- | ------ |
| 2022 | Premio CineFemmes | Cadejo Blanco    | Nominada  | [ 10 ] |